# Clerodendrum laciniatum
Clerodendrum laciniatum là một loài thực vật có hoa trong họ Hoa môi. Loài này được Balf.f. mô tả khoa học đầu tiên năm 1877. Chúng là loài đặc hữu của Rodrigues.